# Estcourt
Estcourt - miasto w Republice Południowej Afryki, położone w prowincji KwaZulu-Natal, w dystrykcie Uthukela, w gminie Imbabanze.
Estcourt leży u podnóża Gór Smoczych, nad rzeką Boesmans. Przez miasto przebiega droga krajowa nr 3.